# Sonröda träsk
Sonröda träsk är en insjö på gränsen mellan kommunerna Sund och Saltvik på Åland. Tre byar gränsar mot och är delägare i sjön: Sonröda i Saltvik samt Rosenberg och Brändbolstad i Sund.
Arean är 43,1 hektar och strandlinjen är 3,64 kilometer. Sonröda träsk ligger 2,2 meter över havet.
Avrinningen sker genom en bäck söderut till Björby träsk och därefter vidare söderut till sjön Östra Kyrksundet.